# Botia histrionica
Botia histrionica – gatunek słodkowodnej ryby karpiokształtnej z rodziny Botiidae, wcześniej klasyfikowanej w randze podrodziny Botiinae w piskorzowatych. Hodowana w akwariach. 

## Występowanie
Azja – Indie i Mjanma.

## Opis
Pokojowo usposobione ryby stadne. Mogą być trzymane pojedynczo lub w grupie kilku osobników. Żywią się głównie ślimakami, które sprawnie wydobywają z muszli. Dorastają do około 11 cm. Dymorfizm płciowy jest słabo zaznaczony. 
| Zalecane warunki w akwarium | Zalecane warunki w akwarium                          |
| --------------------------- | ---------------------------------------------------- |
| Zbiornik                    | średni, gęsto obsadzony roślinami, wskazane kryjówki |
| Temperatura wody            | 23–26 °C                                             |
| Twardość wody               | miękka do średnio twardej 5–12°n                     |
| Skala pH                    | 6,4–7,6                                              |
| Pokarm                      | żywy i suchy                                         |